# Boursies
Boursies település Franciaországban, Nord megyében. Lakosainak száma 376 fő (2022. január 1.). Boursies Mœuvres, Inchy-en-Artois, Doignies, Graincourt-lès-Havrincourt, Havrincourt és Hermies községekkel határos.

## Népesség
A település népességének változása:
| Lakosok száma | 356  | 378  | 391  | 394  | 397  | 402  | 408  | 392  | 376  |
|               | 2013 | 2015 | 2016 | 2017 | 2018 | 2019 | 2020 | 2021 | 2022 |